# Zonsverduistering van 4 oktober 2089

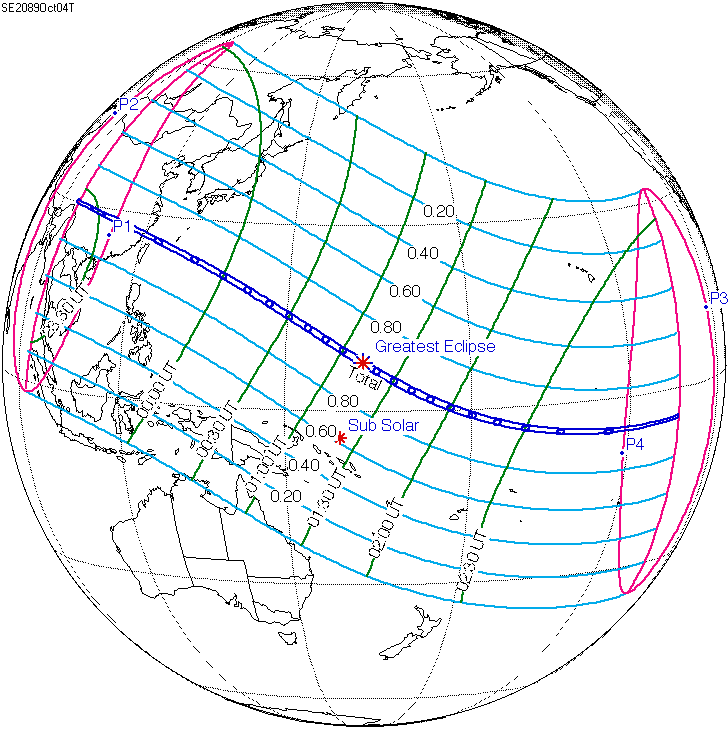
De zonsverduistering is de zien tussen de blauwe lijnen.

De totale zonsverduistering van 4 oktober 2089 trekt veel over zee, maar is op land zichtbaar vanuit deze zes (ei)landen : China, Japan, Noordelijke Marianen, Gilberteilanden, Enderbury en Starbuck. 

## Lengte

### Maximum
Het punt met maximale totaliteit ligt op zee ver van enig land op coördinatenpunt 7.4268° Noord / 162.7964° Oost en duurt 3m14,1s.

### Limieten
| Fenomeen                    | Code | Tijdstip UTC |
| --------------------------- | ---- | ------------ |
| Eerste contact bijschaduw   | P1   | 22:30:43.9   |
| Eerste contact kernschaduw  | U1   | 23:28:37.9   |
| Kernschaduw compleet vanaf  | U2   | 23:29:36.4   |
| Bijschaduw compleet vanaf   | P2   | 00:29:59.6   |
| Maximum eclips              | GE   | 01:12:36.7   |
| Bijschaduw compleet t/m     | P3   | 01:55:24.2   |
| Kernschaduw compleet t/m    | U3   | 02:55:45.0   |
| Laatste contact kernschaduw | U4   | 02:56:38.9   |
| Laatste contact bijschaduw  | P4   | 03:54:37.8   |